# Lorena Canottiere
Lorena Canottiere (Bra, 1972) è una vignettista e fumettista italiana.

## Biografia
Lorena Canottiere ha pubblicato storia e fumetti su riviste italiane come Internazionale, Corrierino, Schizzo Presenta, Focus junior, Mondo Naif, La Lettura del Corriere della Sera, ANIMALs, Slowfood e Black di Coconino Press. Ha partecipato a numerose mostre. Ha lavorato come illustratrice per le case editrici italiane Giunti, EL, Mondadori, Fabbri, Piemme e Rizzoli. Più sporadicamente in ambito pubblicitario e per il teatro, oltre a realizzare bambole voodoo.
Fra le sue opere: “Oche. Il sangue scorre nelle vene” Coconino Press; “ça pousse” edito in Spagna, Italia, Francia, Germania e Cile da Diabolo Edizioni; “Verdad” uscito in Italia per Coconino Press, in Francia per Ici Meme e in Austria per Bahoe Books; “Genova per noi”, fumetto realizzato durante il Festival Attraversamenti Multipli 2017 e pubblicato da ComicOut; “Io più fanciullo non sono” edito da Coconino Press e Mibact in collaborazione con I Musei Reali di Torino nella collana “Fumetti nei musei”.
Nel gennaio 2018, è stata insignita del Premio Artemisia per il fumetto Verdad, con l'unanimità della giuria. Pubblicato in aprile 2017 dalle edizioni di Ici Même, Verdad è il nome che la protagonista porta con sé, con il ricordo di una madre mai vista e della comune libertaria di Monte Verità, nella lontana e sconosciuta Svizzera. Sullo sfondo della guerra civile spagnola, l'autrice dipinge il ritratto di una giovane donna ostinata, appassionata di giustizia e libertà.
Come illustratrice, nel 2016 realizza anche la copertina dell'album Un tempo, appena degli amici torinesi Stefano Risso e Lalli.

## Opere
- Oche. Il sangue scorre nelle vene, Coconino Press, 121p, 2011, ISBN 8876181954
- Verdad, Coconino Press, 2016, ISBN 8876183035
- Marmocchi, Diabolo Edizioni, 2012
- Genova per noi, Comic Out, 2017, ISBN 9788897926504

Edizioni francesi
- Ça pousse, traduzione: Benedetta Giaufret, Anne-Sophie Vanhollebeke, Diabolo Ediciones, Collection: comique, 117p, 2013, ISBN 8415839073
- Verdad, Ici Même Éditions, 160p, 2017, ISBN 2369120339

## Premi e riconoscimenti
- Gran Prix Artemisia[4]